# Ле-О-Сультсбак
Ле-О-Сультсба́к (фр. Le Haut-Soultzbach) — вновь созданная коммуна на северо-востоке Франции в регионе Гранд-Эст (бывший Эльзас — Шампань — Арденны — Лотарингия), департамент Верхний Рейн, округ Тан — Гебвиллер, кантон Мазво. Коммуна Ле-О-Сультсбак создана слиянием и последующим упразднением коммун Мортсвиллер и Сопп-ле-О. Дата образования новой коммуны — 1 января 2016 года.
Площадь коммуны — 11,6 км², население — 906 человек (2012), почтовый индекс: 68780. Состав коммуны:
| Код INSEE | Коммуна     | Французское название | Площадь, км² | Население (2012) |
| --------- | ----------- | -------------------- | ------------ | ---------------- |
| 68219     | Мортсвиллер | Mortzwiller          | 4,23         | 332              |
| 68314     | Сопп-ле-О   | Soppe-le-Haut        | 7,37         | 564              |